# Jay Cassidy
Jay Cassidy é um editor de filmes americano. Ao Óscar na categoria de Melhor Edição, foi nomeado por Into the Wild (2007), Silver Linings Playbook (2013), American Hustle (2013); com A Star Is Born (2018), recebeu nomeação ao Critics' Choice Movie Awards de 2019.